# کورت اوپلت
کورت اوپلت (انگلیسی: Kurt Oppelt؛ ۱۸ مارس ۱۹۳۲ – ۱۶ سپتامبر ۲۰۱۵) اسکیت‌باز نمایشی اهل اتریش بود.